# Thurnau
Thurnau este o comună din districtul Kulmbach, regiunea administrativă Franconia Superioară, landul Bavaria, Germania.

## Stema comunei
Blazonul a apărut pe stema localității în secolul al XVI-lea și reprezintă fostul turn de veghe. Însemnele de pe turn sunt emblemele familiilor Giech (foarfecele) și Künsberg (lebedele). Turnul de veghe de pe stemă a fost distrus în anul 1812.

## Obiective turistice
- Biserica Sf.Laurențiu
- Castelul

## Galerie de imagini

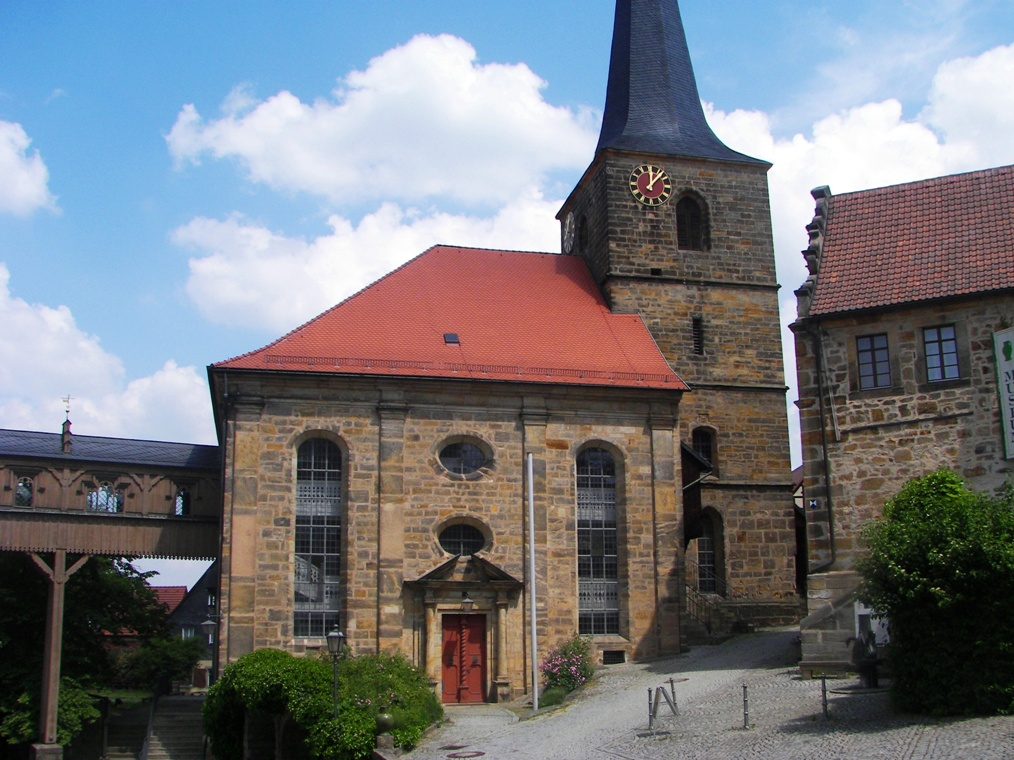
Biserica Sf.Laurenţiu din Thurnau
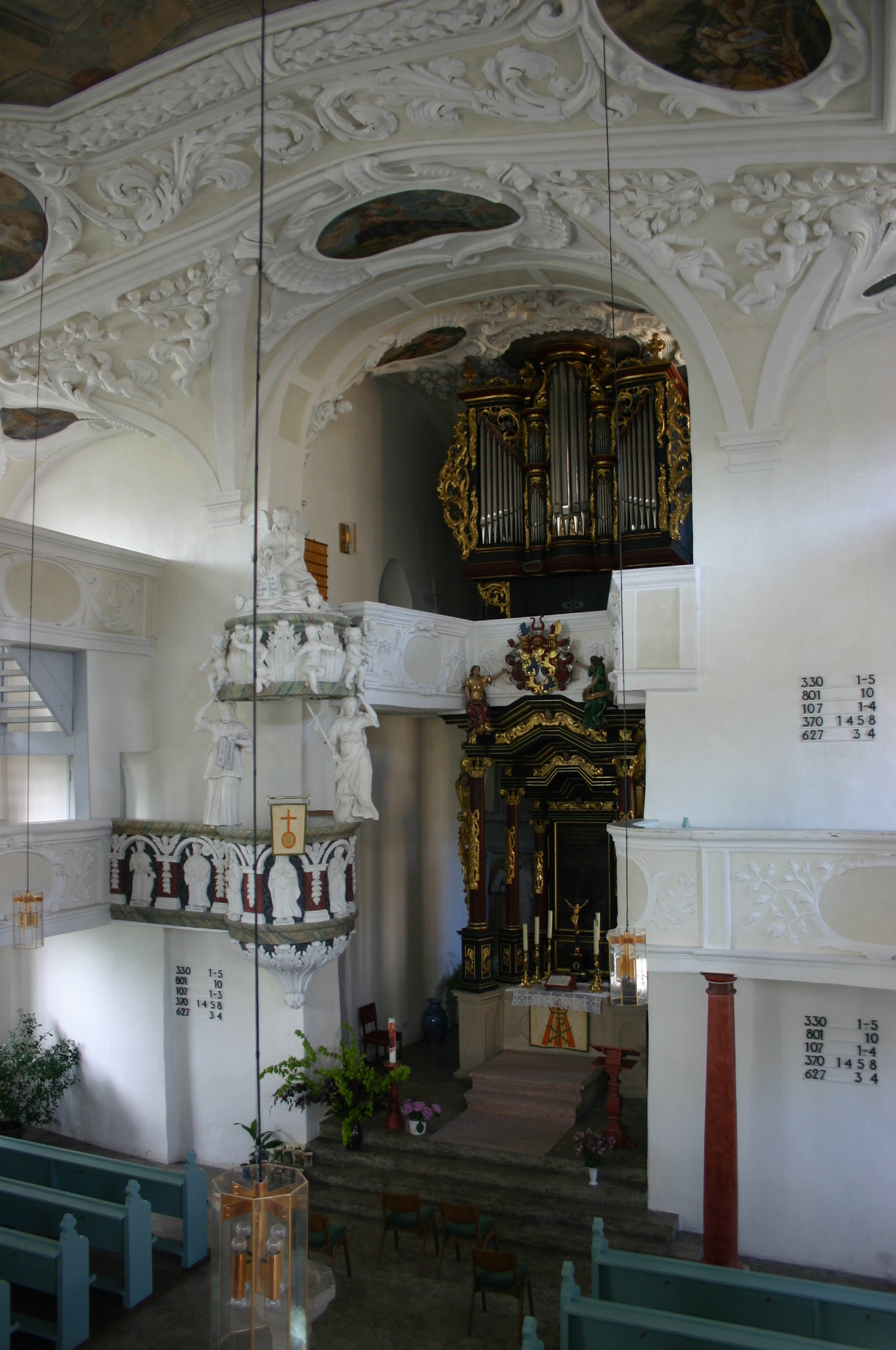
Biserica Sf.Laurenţiu
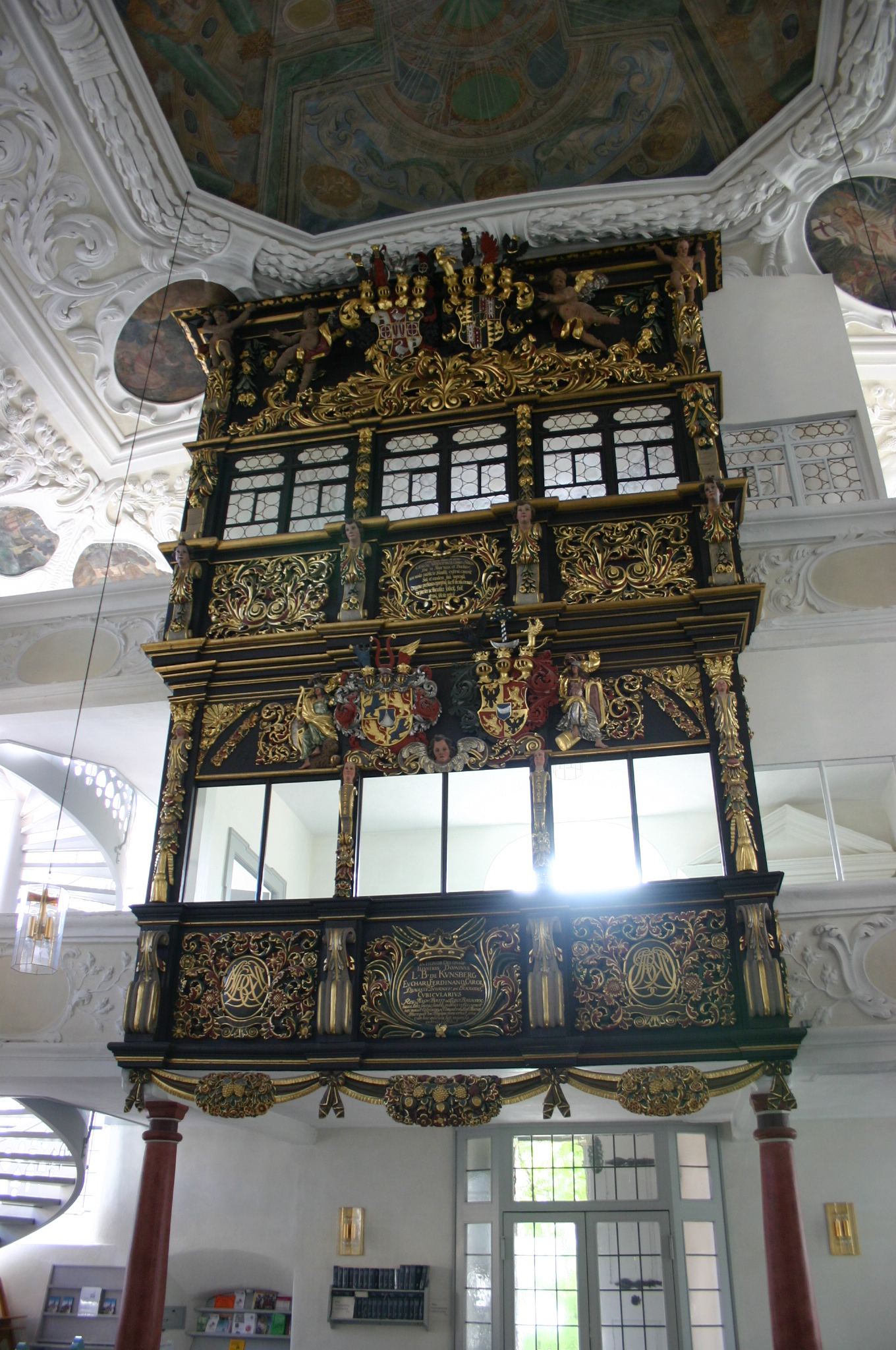
Biserica Sf.Laurenţiu (imagine din interior)
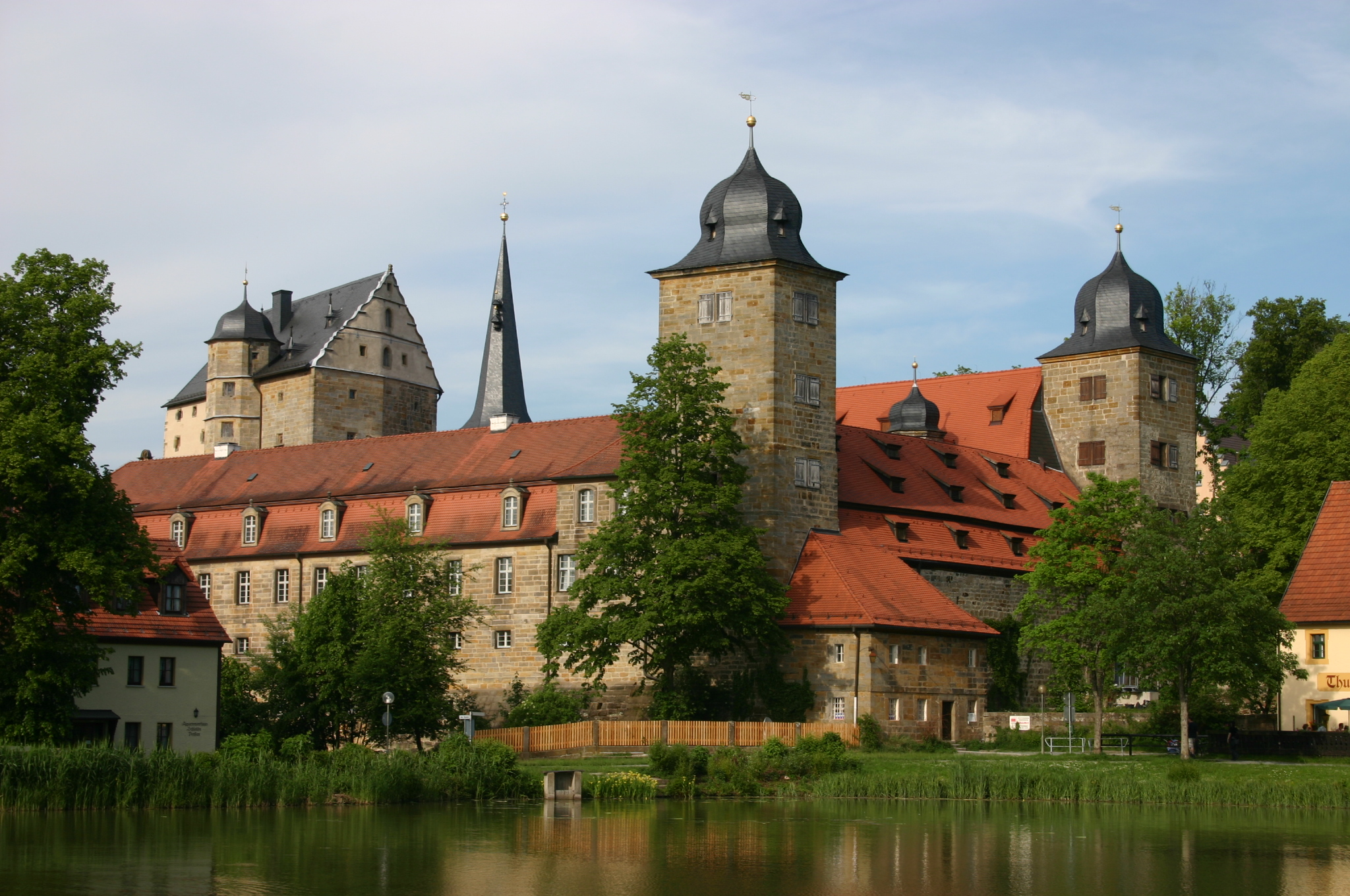
Castelul din Thurnau
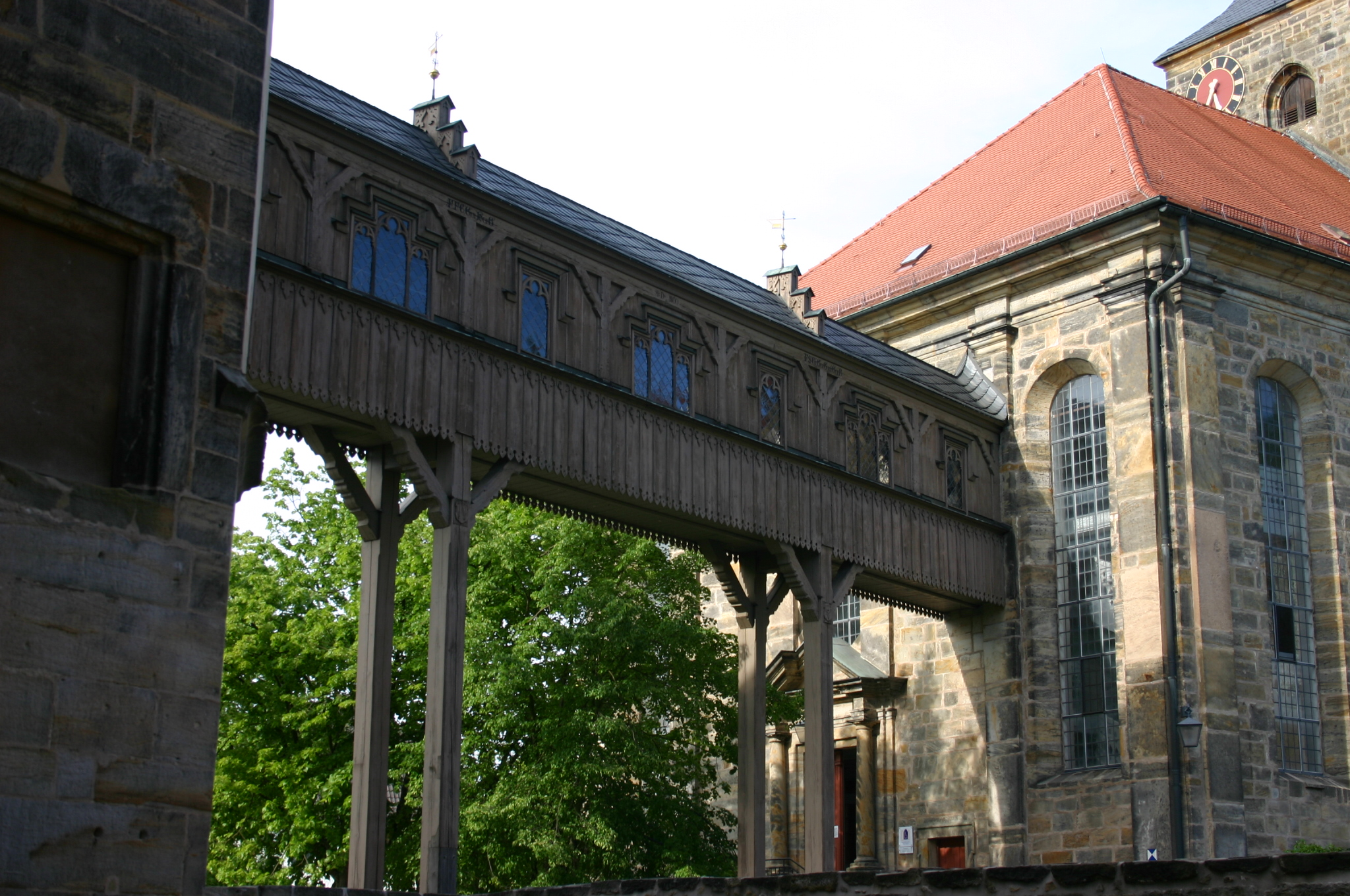
Puntea de legătură între castel şi biserică